# Кімберлі Древнюк
Кімберлі Древньок (нім. Kimberly Drewniok; 11 серпня 1997, Бальве) — німецька волейболістка, діагональна. Гравець національної збірної.

## Із біографії
Її мати німкеня, а батько з Того .
Кольори національної збірної захищає з 2017 року. Виступала на чнмпіонатах світу (2018, 2022), континентальних першостях (2017, 2019, 2021), розіграшах Ліги націй (2018, 2019, 2021, 2024) і Всесвітньому гран-прі (2017).

## Клуби
| Роки      | Команди                        |
| --------- | ------------------------------ |
| 2014—2016 | «Олімпія» (Берлін)             |
| 2015—2017 | «Потсдам»                      |
| 2017—2018 | «Вісбаден»                     |
| 2018—2020 | «Пальмберг» (Шверін)           |
| 2020—2021 | «Савіно Дель Бене» (Скандіччі) |
| 2021—2022 | «Мюлуз»                        |
| 2022—2024 | «Сариєр Беледієспор» (Стамбул) |
| 2024—2025 | «Раднички» (Белград)           |
| 2024—     | «Омаха»                        |

## Досягнення
Кубок Німеччини
- Перше місце (1): 2019

Суперкубок Німеччини
- Перше місце (2): 2018, 2019

Суперкубок Франції
- Перше місце (1): 2021

## Статистика
Статистика виступів на чемпіонатах світу:
| Рік  | Турнір          | Ігри | Сети | Очки | Ср.  | Місце | Примітки |
| ---- | --------------- | ---- | ---- | ---- | ---- | ----- | -------- |
| 2018 | Чемпіонат світу | 6    | 10   | 9    | 0,9  | 11    |          |
| 2022 | Чемпіонат світу | 9    | 18   | 42   | 2,33 | 14    |          |